# Біла (гміна, Велюнський повіт)
Гміна Біла (пол. Gmina Biała) — сільська гміна у центральній Польщі. Належить до Велюнського повіту Лодзинського воєводства.
Станом на 31 грудня 2011 у гміні проживало 5601 особа.

## Площа
Згідно з даними за 2007 рік площа гміни становила 74.99 км², у тому числі:
- орні землі: 88.00 %
- ліси: 3.00 %

Таким чином, площа гміни становить 8.08 % площі повіту.

## Населення
Станом на 31 грудня 2011:
| Опис     | Загалом | Загалом | Чоловіки | Чоловіки | Жінки | Жінки |
| -------- | ------- | ------- | -------- | -------- | ----- | ----- |
| одиниця  | осіб    | %       | осіб     | %        | осіб  | %     |
| все      | 5601    | 100     | 2785     | 49.72    | 2816  | 50.28 |
| міське   | 0       | 100     | 0        |          | 0     |       |
| сільське | 5601    | 100     | 2785     | 49.72    | 2816  | 50.28 |

## Сусідні гміни
Гміна Біла межує з такими гмінами: Велюнь, Лубніце, Лютутув, Скомлін, Сокольники, Чарножили, Частари.